# Lycaneptia nigrobasalis
Lycaneptia nigrobasalis är en skalbaggsart som beskrevs av Friedrich F. Tippmann 1960. Lycaneptia nigrobasalis ingår i släktet Lycaneptia och familjen långhorningar.
Artens utbredningsområde är Paraguay. Inga underarter finns listade i Catalogue of Life.